# وولنویه (شهرستان آرخارینسکی، استان آمور)
وولنویه (به لاتین: Volnoye) یک منطقهٔ مسکونی در روسیه است که در استان آمور واقع شده‌است.